# Homestead (Floryda)
Homestead – miasto w Stanach Zjednoczonych, w stanie Floryda, w hrabstwie Miami-Dade.